# Anne Mühlmeier
Anne Mühlmeier (* 20. September 1988 in Stuttgart) ist eine deutsche Schauspielerin und Model. Sie war Teilnehmerin bei der ersten Staffel von Germany’s Next Topmodel. 2007 hatte sie eine Hauptrolle im Film Die Wilden Kerle 4.

## Werdegang
Sie nahm an der ersten Staffel von Germany’s Next Topmodel teil, für die sich 11.637 Kandidatinnen beworben hatten.  Sie gehörte zu den 32 vorausgewählten Bewerberinnen, deren Zahl sich am Ende der ersten Sendung auf 12 Endrundenteilnehmerinnen verringerte. Als dabei eine der Kandidatinnen mit der Begründung „zu dick“ ausschied, rief dies ein landesweites Medienecho hervor. Daraufhin wendeten sich die verbliebenen 12 Kandidatinnen – darunter auch Mühlmeier – mehrheitlich mit einem offenen Brief an die Medien; worin sie darlegten, dass sie bei den Dreharbeiten nicht hungern müssten. In der zweiten Sendung der Castingshow schied sie dann, mit dem Hinweis sie sei zu dünn, als Elfte aus. In einem Interview beschrieb sie ihre Zeit bei Germany’s Next Topmodel als eine wertvolle Erfahrung; auch wäre es ein sehr spannendes Erlebnis gewesen, da in der ersten Staffel keine der Teilnehmerinnen gewusst hätte, was auf sie zukäme.
2006 nahm sie Schauspielunterricht bei Gabriel Marrer, im Jahr darauf bei Jessica Hahner. Ihre erste Rolle als Schauspielerin hatte sie im Film Die Wilden Kerle 4, in welchem sie die Anführerin der Silberlichten, das mysteriöse Mädchen Horizon verkörperte. Der Film gewann 2007 in der Kategorie „Lieblingskinofilm“ den Nick Kids’ Choice Awards, den sie zusammen mit den beiden anderen Hauptdarstellern Jimi Blue Ochsenknecht und Wilson Gonzalez Ochsenknecht bei der Preisverleihung stellvertretend entgegennahm. 
Danach trat sie in mehreren TV-Produktionen auf, wie der RTL-Actionserie 112 – Sie retten dein Leben, der ORF/ZDF-Arztserie Der Bergdoktor und der VOX-Kochshow Das perfekte Promi-Dinner.
Nach ihrem Realschulabschluss arbeitete sie hauptberuflich als Model, ihre Modeltätigkeit beendete sie 2017. 
Sie engagiert sich außerdem für Delfine. So unterstützte sie die Tierschutzorganisation PETA bei einer Demonstration gegen die nicht artgerechte Haltung von Delfinen im Delfinarium des Tiergartens Nürnberg.
2016 heiratete sie den IT-Unternehmer Dan Bender. Mühlmeier lebt in Berlin.

## Werke
- For Food & Love. Selbstliebe beginnt mit gutem Essen. Selbstverlag, Berlin 2021, ISBN 3-9822995-0-0

## Filmografie

### Fernsehen (Auswahl)
- 2006: Germany’s Next Topmodel (1. Staffel)
- 2008: 112 – Sie retten dein Leben, Ein Unglück jagt das nächste (Episode 1x43) – Regie: Nico Zavelberg
- 2009: Der Bergdoktor, Schön blöd (Episode 2x11) – Regie: Ulrike Hamacher
- 2011: Das perfekte Promi-Dinner[14]

### Kino
- 2007: Die Wilden Kerle 4 – Regie: Joachim Masannek